# Salaam Remi
Salaam Remi Gibbs, mais conhecido como Salaam Remi é um produtor e músico (Teclado) norte-americano. Ele é mais famoso por suas composições para o rapper Nas, com quem trabalha desde a década de 2000.

## Carreira
Em 1986, Salaam Remi iniciou como músico no álbum Kingdom Blow de Kurtis Blow. No final de 1980 ele começou suas remixagens. Em 1992 ele produziu para o grupo de hip hop Zhigge. Naquela época ele também trabalhava com Fugees e Black Sheep.
Salaam Remi tem sido associado com lançamentos como o álbum I Need Mine de Lil' Flip, Here Comes the Hotstepper de Ini Kamoze, ao álbum multi-platina The Score por Fugees e a canção You're Makin' Me High de Toni Braxton. Ele também produziu 10 faixas do álbum de 2002 A Little Deeper da cantora britânica
Ms. Dynamite incluindo o single de sucesso "Dy-Na-Mi-Tee" que obteve um grande sucesso no comércio dos Estados Unidos. O produtor também contribuiu para o álbum Feedback da banda norte-americana Jurassic 5 e no álbum de 2006 de Nas, Hip Hop Is Dead. Acumulou créditos de produção do primeiro álbum da cantora de jazz Amy Winehouse, Frank. Ele também trabalhou em seu álbum seguinte, Back to Black, e estava produzindo seu próximo e terceiro álbum que viria a ser lançado em 2011 até a sua morte.
Remi trabalhou no primeiro álbum em espanhol da cantora canadense Nelly Furtado, Mi Plan.